# 尾花沢市

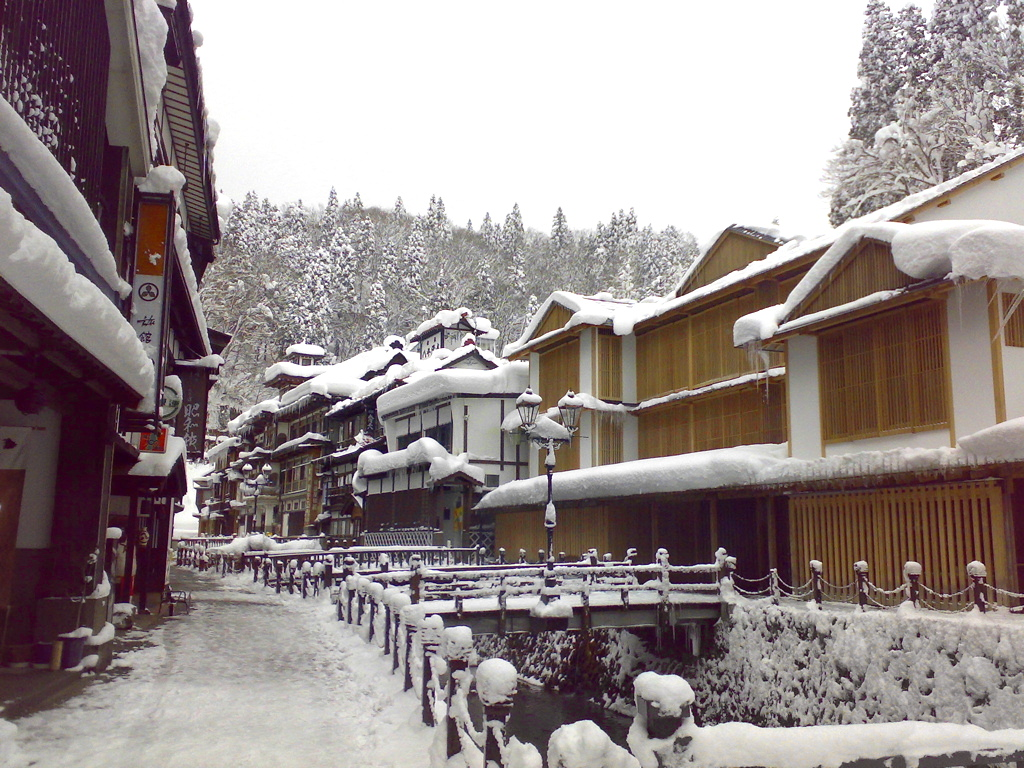
真冬の銀山温泉

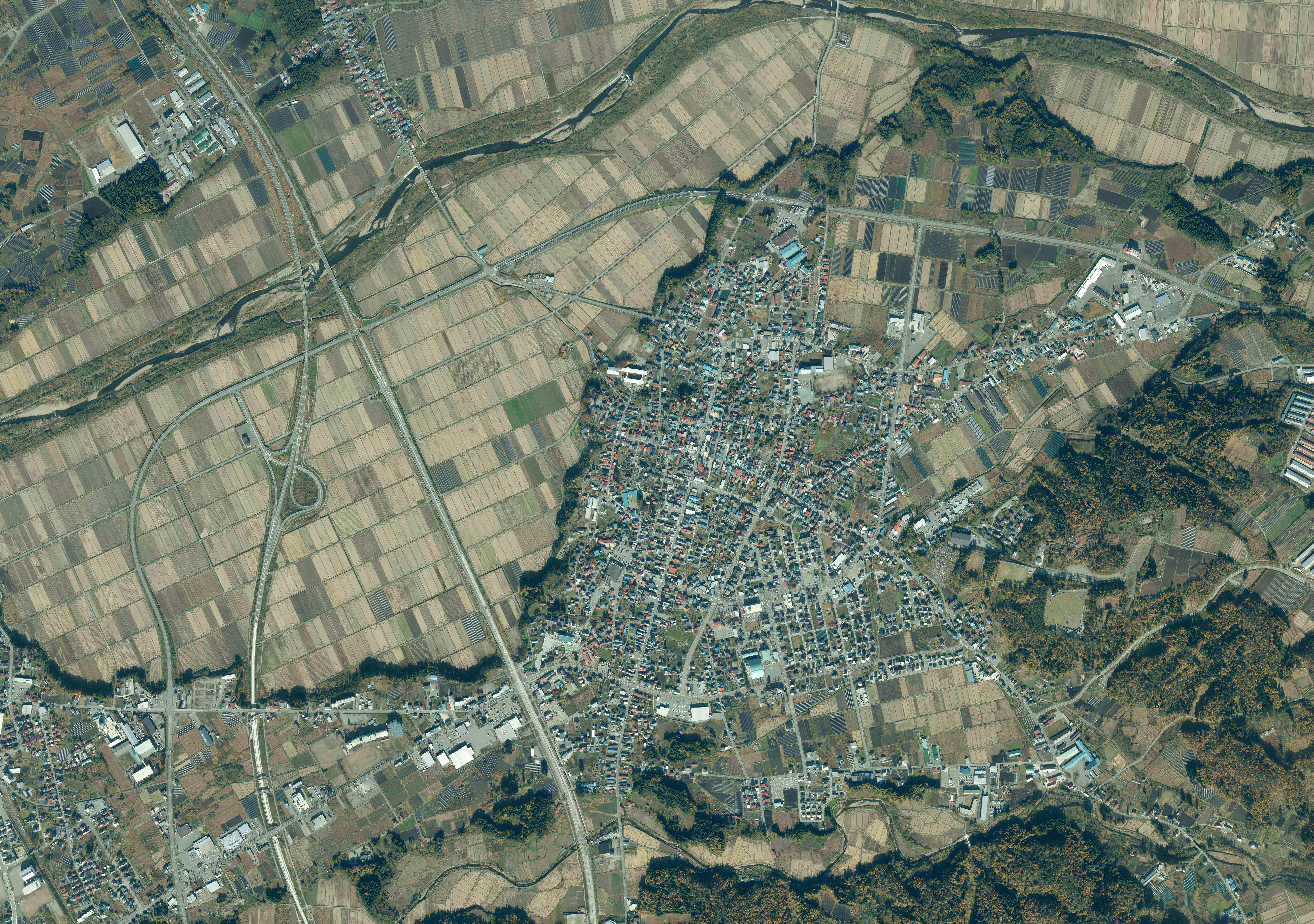
尾花沢市中心部の空中写真。画像中央やや右に尾花沢の市街地。画像左端に奥羽本線の大石田駅（大石田町）があり、尾花沢市中心部に鉄道駅はない。2019年11月13日撮影の10枚を合成作成。。

尾花沢市（おばなざわし）は、山形県の北東部、村山地方に位置する市。尾花沢牛と尾花沢スイカの産地で知られる。1959年（昭和34年）市制施行。

## 地理
尾花沢盆地に位置し、西に最上川、東に奥羽山脈がある。
- 山：御所山（船形山）
- 河川：丹生川
- 湖沼：徳良湖、平成湖（新鶴子ダム）

### 隣接している自治体・行政区
山形県
- 東根市
- 村山市
- 北村山郡：大石田町
- 最上郡：最上町、舟形町

宮城県
- 仙台市（青葉区）
- 加美郡：加美町、色麻町

## 気候
寒暖の差が大きく気温の年較差、日較差が大きい顕著な大陸性気候である。降雪量が多く、周辺の自治体と同様に特別豪雪地帯に指定されている。
| 尾花沢（1991年 - 2020年）の気候    | 尾花沢（1991年 - 2020年）の気候 | 尾花沢（1991年 - 2020年）の気候 | 尾花沢（1991年 - 2020年）の気候 | 尾花沢（1991年 - 2020年）の気候 | 尾花沢（1991年 - 2020年）の気候 | 尾花沢（1991年 - 2020年）の気候 | 尾花沢（1991年 - 2020年）の気候 | 尾花沢（1991年 - 2020年）の気候 | 尾花沢（1991年 - 2020年）の気候 | 尾花沢（1991年 - 2020年）の気候 | 尾花沢（1991年 - 2020年）の気候 | 尾花沢（1991年 - 2020年）の気候 | 尾花沢（1991年 - 2020年）の気候 |
| 月                                 | 1月                             | 2月                             | 3月                             | 4月                             | 5月                             | 6月                             | 7月                             | 8月                             | 9月                             | 10月                            | 11月                            | 12月                            | 年                              |
| ---------------------------------- | ------------------------------- | ------------------------------- | ------------------------------- | ------------------------------- | ------------------------------- | ------------------------------- | ------------------------------- | ------------------------------- | ------------------------------- | ------------------------------- | ------------------------------- | ------------------------------- | ------------------------------- |
| 最高気温記録 °C （°F）             | 11.9 (53.4)                     | 17.5 (63.5)                     | 20.0 (68)                       | 29.0 (84.2)                     | 33.4 (92.1)                     | 32.6 (90.7)                     | 36.2 (97.2)                     | 35.9 (96.6)                     | 34.6 (94.3)                     | 28.8 (83.8)                     | 23.7 (74.7)                     | 18.7 (65.7)                     | 36.2 (97.2)                     |
| 平均最高気温 °C （°F）             | 1.7 (35.1)                      | 2.7 (36.9)                      | 6.4 (43.5)                      | 14.0 (57.2)                     | 20.4 (68.7)                     | 23.8 (74.8)                     | 26.9 (80.4)                     | 28.4 (83.1)                     | 24.5 (76.1)                     | 18.2 (64.8)                     | 11.0 (51.8)                     | 4.2 (39.6)                      | 15.2 (59.4)                     |
| 日平均気温 °C （°F）               | −1.0 (30.2)                     | −0.7 (30.7)                     | 2.1 (35.8)                      | 8.2 (46.8)                      | 14.6 (58.3)                     | 19.0 (66.2)                     | 22.5 (72.5)                     | 23.7 (74.7)                     | 19.6 (67.3)                     | 13.1 (55.6)                     | 6.6 (43.9)                      | 1.3 (34.3)                      | 10.8 (51.4)                     |
| 平均最低気温 °C （°F）             | −4.1 (24.6)                     | −4.3 (24.3)                     | −2.1 (28.2)                     | 2.8 (37)                        | 9.3 (48.7)                      | 14.9 (58.8)                     | 19.1 (66.4)                     | 19.9 (67.8)                     | 15.5 (59.9)                     | 8.5 (47.3)                      | 2.6 (36.7)                      | −1.5 (29.3)                     | 6.7 (44.1)                      |
| 最低気温記録 °C （°F）             | −16.3 (2.7)                     | −15.5 (4.1)                     | −12.3 (9.9)                     | −7.6 (18.3)                     | −0.9 (30.4)                     | 5.3 (41.5)                      | 5.8 (42.4)                      | 10.2 (50.4)                     | 3.4 (38.1)                      | −1.0 (30.2)                     | −7.4 (18.7)                     | −17.4 (0.7)                     | −17.4 (0.7)                     |
| 降水量 mm （inch）                 | 165.3 (6.508)                   | 98.4 (3.874)                    | 80.7 (3.177)                    | 68.4 (2.693)                    | 78.4 (3.087)                    | 105.6 (4.157)                   | 174.0 (6.85)                    | 148.9 (5.862)                   | 128.9 (5.075)                   | 120.5 (4.744)                   | 155.2 (6.11)                    | 197.1 (7.76)                    | 1,538.5 (60.571)                |
| 降雪量 cm （inch）                 | 322 (126.8)                     | 231 (90.9)                      | 145 (57.1)                      | 17 (6.7)                        | 0 (0)                           | 0 (0)                           | 0 (0)                           | 0 (0)                           | 0 (0)                           | 0 (0)                           | 18 (7.1)                        | 216 (85)                        | 948 (373.2)                     |
| 平均降水日数 （≥1.0 mm）           | 23.2                            | 19.3                            | 16.6                            | 11.8                            | 10.4                            | 10.0                            | 12.7                            | 11.8                            | 12.5                            | 13.7                            | 17.6                            | 22.2                            | 182.5                           |
| 平均月間日照時間                   | 38.0                            | 62.0                            | 108.3                           | 169.4                           | 200.0                           | 179.0                           | 154.6                           | 188.5                           | 141.7                           | 119.5                           | 83.6                            | 40.8                            | 1,485.3                         |
| 出典1：Japan Meteorological Agency |                                 |                                 |                                 |                                 |                                 |                                 |                                 |                                 |                                 |                                 |                                 |                                 |                                 |
| 出典2：気象庁                      |                                 |                                 |                                 |                                 |                                 |                                 |                                 |                                 |                                 |                                 |                                 |                                 |                                 |

## 歴史

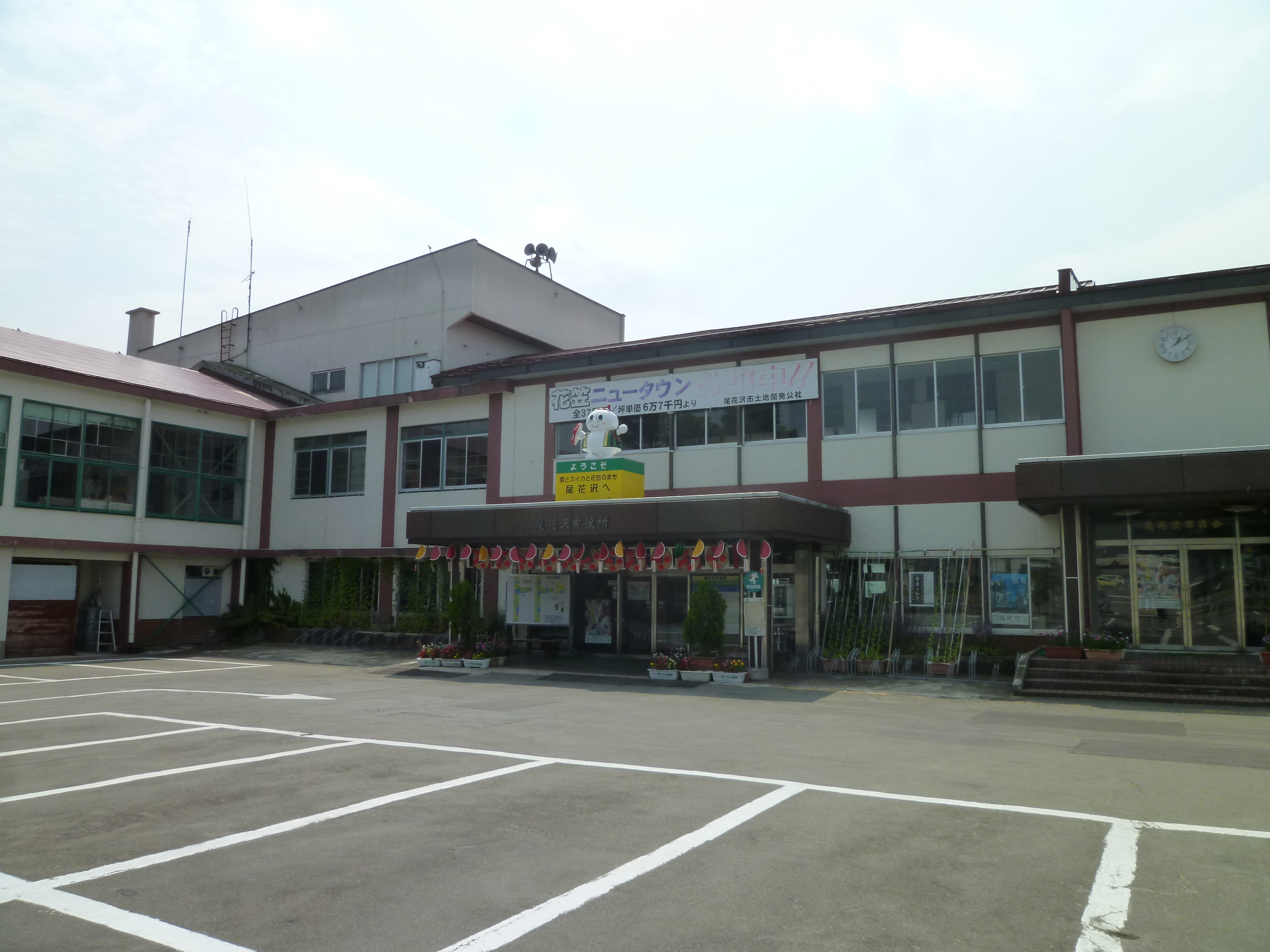
市役所旧庁舎

- 1658年（万治元年） - 尾花沢代官陣屋が置かれる。
- 1889年（明治22年）4月1日 - 町村制が施行され、北村山郡尾花沢村、福原村、宮沢村、玉野村、常盤村が各成立。
  - 尾花沢村 ← 尾花沢村、牛房野村、二藤袋村、朧気村
  - 福原村 ← 野黒沢村、芦沢村、毒沢村、名木沢村、南沢村、寺内村、荻袋村
  - 宮沢村 ← 押切村、正厳村、丹生村、高橋村、行沢村、中島村、岩谷沢村、市野々村、富山村
  - 玉野村 ← 原田村、上柳渡戸村、下柳渡戸村、銀山新畑村、上ノ畑村、母袋村、鶴巻田村、北郷村
  - 常盤村 ← 延沢村、細野村、畑沢村、鶴子村、六沢村
- 1897年（明治30年）7月26日 - 尾花沢村が町制を施行して尾花沢町となる。
- 1954年（昭和29年）10月1日 - 尾花沢町、福原村、宮沢村、玉野村、常盤村が合併し、尾花沢町となる。
- 1955年（昭和30年）4月1日 - 村山市大字五十沢字中五十沢および横内を尾花沢町に編入。
- 1959年（昭和34年）4月10日 - 尾花沢町が市制施行して尾花沢市となる。
- 2019年（令和元年）5月1日 - 市役所新庁舎が開庁する。
- 2020年（令和2年）7月29日 - 令和2年7月豪雨により最上川が氾濫し、大石田町にある浄水場が水没したため市内の大部分で断水[注 2]。同日付で他市町村とともに災害救助法が適用[注 3]。

## 行政
- 市長：結城裕（2022年8月12日 - 、1期目）

### 歴代市長
| 代 | 氏名     | 就任                       | 退任                       | 備考 |
| -- | -------- | -------------------------- | -------------------------- | ---- |
| 1  | 奥山英悦 | 1959年（昭和34年）4月10日  | 1974年（昭和49年）10月14日 |      |
| 2  | 田中宇七 | 1974年（昭和49年）10月15日 | 1975年（昭和50年）7月20日  |      |
| 3  | 菅原連蔵 | 1975年（昭和50年）9月8日   | 1978年（昭和53年）6月30日  |      |
| 4  | 星川保松 | 1978年（昭和53年）8月13日  | 1986年（昭和61年）7月      |      |
| 5  | 星川剛   | 1986年（昭和61年）8月12日  | 1998年（平成10年）8月11日  |      |
| 6  | 小野紀男 | 1998年（平成10年）8月12日  | 2010年（平成22年）8月11日  |      |
| 7  | 加藤国洋 | 2010年（平成22年）8月12日  | 2018年（平成30年）8月11日  |      |
| 8  | 菅根光雄 | 2018年（平成30年）8月12日  | 2022年（令和4年）8月11日   |      |
| 9  | 結城裕   | 2022年（令和4年）8月12日   | 現職                       |      |

## 議会

### 市議会
→詳細は「尾花沢市議会」を参照

## 人口
東北地方の市の中では最小の人口の自治体である。山形県内の高畠町、庄内町、河北町よりも人口が少ない。
| |                                          |  |
| 尾花沢市と全国の年齢別人口分布（2005年） | 尾花沢市の年齢・男女別人口分布（2005年） |  |
| ■紫色 ― 尾花沢市 ■緑色 ― 日本全国 | ■青色 ― 男性 ■赤色 ― 女性                |  |
| 尾花沢市（に相当する地域）の人口の推移 \| 1970年（昭和45年） \| 27,173人 \| \| \| 1975年（昭和50年） \| 25,377人 \| \| \| 1980年（昭和55年） \| 25,231人 \| \| \| 1985年（昭和60年） \| 24,801人 \| \| \| 1990年（平成2年） \| 23,909人 \| \| \| 1995年（平成7年） \| 23,127人 \| \| \| 2000年（平成12年） \| 22,010人 \| \| \| 2005年（平成17年） \| 20,695人 \| \| \| 2010年（平成22年） \| 18,955人 \| \| \| 2015年（平成27年） \| 16,953人 \| \| \| 2020年（令和2年） \| 14,971人 \| \| |                                          |  |
| 総務省統計局 国勢調査より |                                          |  |
| 1970年（昭和45年） | 27,173人                                 |  |
| 1975年（昭和50年） | 25,377人                                 |  |
| 1980年（昭和55年） | 25,231人                                 |  |
| 1985年（昭和60年） | 24,801人                                 |  |
| 1990年（平成2年） | 23,909人                                 |  |
| 1995年（平成7年） | 23,127人                                 |  |
| 2000年（平成12年） | 22,010人                                 |  |
| 2005年（平成17年） | 20,695人                                 |  |
| 2010年（平成22年） | 18,955人                                 |  |
| 2015年（平成27年） | 16,953人                                 |  |
| 2020年（令和2年） | 14,971人                                 |  |

## 経済

### 郵便局
- 尾花沢郵便局（集配局）
- 玉野郵便局（集配局）
- 福原郵便局（集配局）
- 延沢郵便局
- 宮沢郵便局
- 寺内簡易郵便局
- 名木沢簡易郵便局
- 中島簡易郵便局

### 金融機関
- 山形銀行尾花沢支店 尾花沢市指定金融機関
- きらやか銀行尾花沢支店
- 北郡信用組合尾花沢支店

## 姉妹都市
- 岩沼市（宮城県）
  - 1999年（平成11年）友好都市提携

## 教育
高等学校
- 山形県立北村山高等学校

中学校
- 尾花沢市立福原中学校

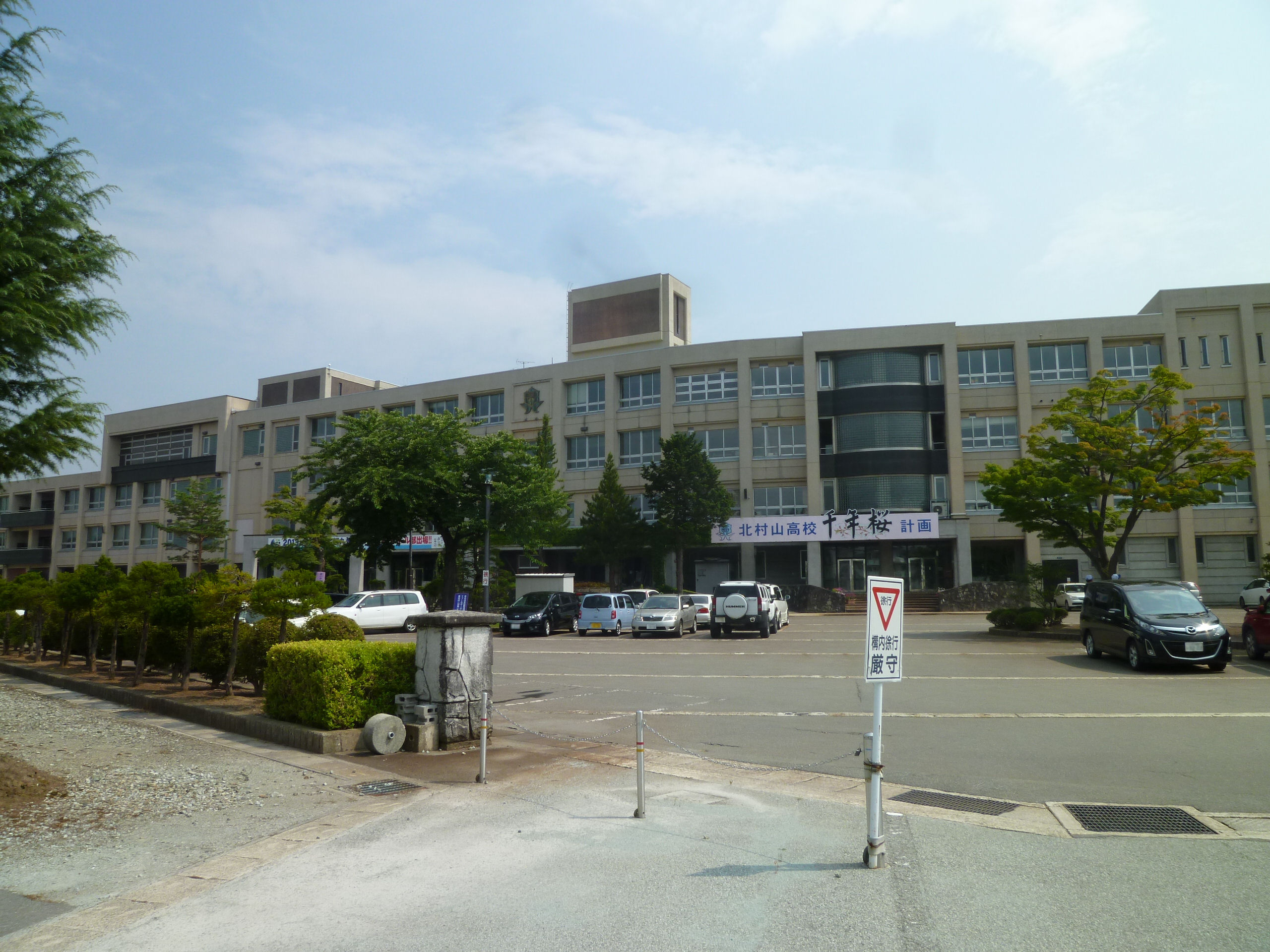
山形県立北村山高等学校

- 尾花沢市立尾花沢中学校（2012年-尾花沢市立宮沢中学校・2015年-尾花沢市立常盤中学校を統合、2020年-尾花沢市立玉野中学校を統合）

小学校
- 尾花沢市立福原小学校（2014年4月-尾花沢市立福原中部小学校、尾花沢市立荻袋小学校、尾花沢市立寺内小学校、尾花沢市立名木沢小学校を統合）
- 尾花沢市立宮沢小学校
- 尾花沢市立尾花沢小学校
- 尾花沢市立玉野小学校（2016年4月-尾花沢市立上柳小学校を統合）
- 尾花沢市立常盤小学校（2020年4月-尾花沢市立鶴子小学校を統合)

## 交通

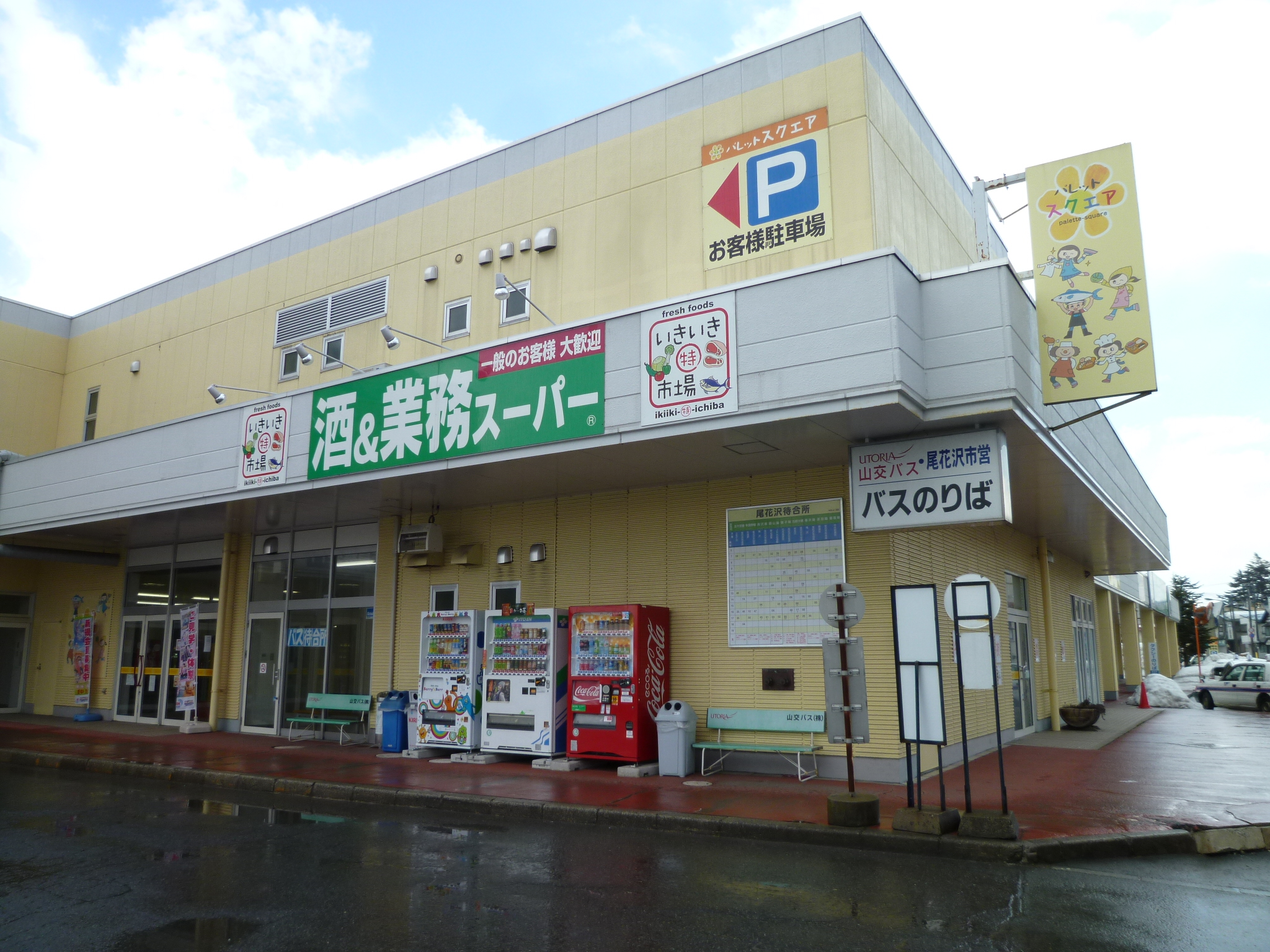
山交バス尾花沢待合所

### 鉄道路線
- 東日本旅客鉄道（JR東日本）
  - 奥羽本線（山形線）[注 4] : 芦沢駅

この他に北大石田駅が大石田町との境界付近に位置しているが、どちらも市の中心部から離れている。JTB時刻表によると、尾花沢バス停(山交バス尾花沢待合所)が中心駅の扱いとなっている。なお、1970年（昭和45年）までは大石田駅から山形交通尾花沢線が尾花沢駅までを結んでいた。

### 都市間バス路線
都市間バスは山交バス運行による2路線がある。昼行便の特急48ライナーは仙台とを結ぶ利用のほか、鉄道のある新庄・村山への連絡としても利用できる。TOKYOサンライズ号は夜行便である。
- 特急48ライナー：新庄駅前 - 尾花沢待合所 - 村山駅前 - 仙台駅前
- TOKYOサンライズ号：新庄駅前 - 尾花沢待合所 - 東京（東京駅）

### 一般路線バス
- 山交バス
- 尾花沢市営バス
  - 銀山線は2008年（平成20年）よりクラシックバス「銀山はながさ号」が民間代行業者(はながさバス)により運行されている。
  - 両業者とも大石田駅に乗り入れる。同駅から尾花沢市中心部までは10分程度。

### 道路
高速道路
- E13 東北中央自動車道
  - 尾花沢IC
  - 野黒沢IC（新庄方面のみ）
  - 尾花沢北IC
  - 川原子IC（新庄方面のみ）

一般国道
- 国道13号
- 国道347号

主要地方道
- 山形県道28号尾花沢最上線
- 山形県道29号尾花沢関山線

一般県道
- 山形県道120号東根尾花沢線
- 山形県道121号尾花沢大石田線
- 山形県道123号荻袋大浦線
- 山形県道124号荻袋正厳線
- 山形県道187号芦沢停車場実栗屋線
- 山形県道188号銀山温泉線
- 山形県道301号鶴子尾花沢線
- 山形県道302号上五十沢構内線
- 山形県道305号大石田名木沢線
- 山形県道318号新庄長沢尾花沢線

## 観光ほか
- 銀山温泉（国民保養温泉地）
- 延沢城址
- おばなざわ花笠まつり（8月下旬）
- 尾花沢ふれあいまるだしまつり（10月）
- 芭蕉・清風歴史資料館（尾花沢市は俳人松尾芭蕉十泊のまち）
- 新鶴子ダム
- 延沢銀山遺跡（国の史跡、1985年（昭和60年）12月21日指定）
- 尾花沢市運動公園

## 出身有名人
- 琴ノ若晴將 - 元大相撲力士、佐渡ヶ嶽親方。
- 古瀬絵理 - フリーアナウンサー、元NHK山形放送局キャスター、オフィス・トゥー・ワン所属
- 阿部美佳 - 脚本家
- 戸田大介 - bondavi株式会社 代表取締役社長
- 太田渉子 - スキー選手
- 佐々木則夫 -元 サッカー選手、指導者。元サッカー日本女子代表（なでしこジャパン）監督
- 石川栄耀 - 都市計画家
- 星川保松 - 政治家、民主改革連合代表
- 長谷川公一 - 社会学者　少年時代を過ごす　尾花沢中学卒業